# كافالاريون (ثيسالونيكي)
كافالاريون (Καβαλλάριον) هي بلدة منخفضة في بلدية لاغادا في مقاطعة سالونيك على ارتفاع 84 مترًا.

## الجغرافيا والتاريخ
يقع كافالاري في سهل ميغدونيا بالقرب من بحيرة كورونيا على بعد 18 كم شمال شرق سالونيك و 6 كم جنوب لانكاداس. القرية مقسمة إلى منطقتين، الجنوبية أو آنو كافالاري والشمالية أو كاتو كافالاري، والتي يفصلها غديار كاربيتسا الذي يتدفق إلى كورونيا. القرية مستوطنة قديما منذ العهد التركي، وبعد معاهدة لوزان أضيف اللاجئون إلى السكان المقدونيين. خارج كافالاري، في ستانوفو، توجد كنيسة أجيوس جورجيوس من الفترة ما بعد البيزنطية، بالإضافة إلى المقابر المقدونية القديمة. شهدت القرية تطورًا سكانيًا نظرًا لقربها من سالونيك ولانغادا. 

## الإدارة
كان الاسم القديم كافالار وتم تأسيس كومونة بهذا الاسم عام 1918. في عام 1928 تم تغيير اسمها إلى كافالاري، بينما في عام 1940 تم اغيير التهجئة إلى Καβαλλάρι (بالتشديد على اللام). وفقًا لبرنامج كاليكراتيس، فإن المجتمع المحلي في كافالاري ينتمي إلى بلدية لاجادا ويبلغ عدد سكانها 1,993 نسمة وفقًا لتعداد عام 2011.